# Brise Soleil

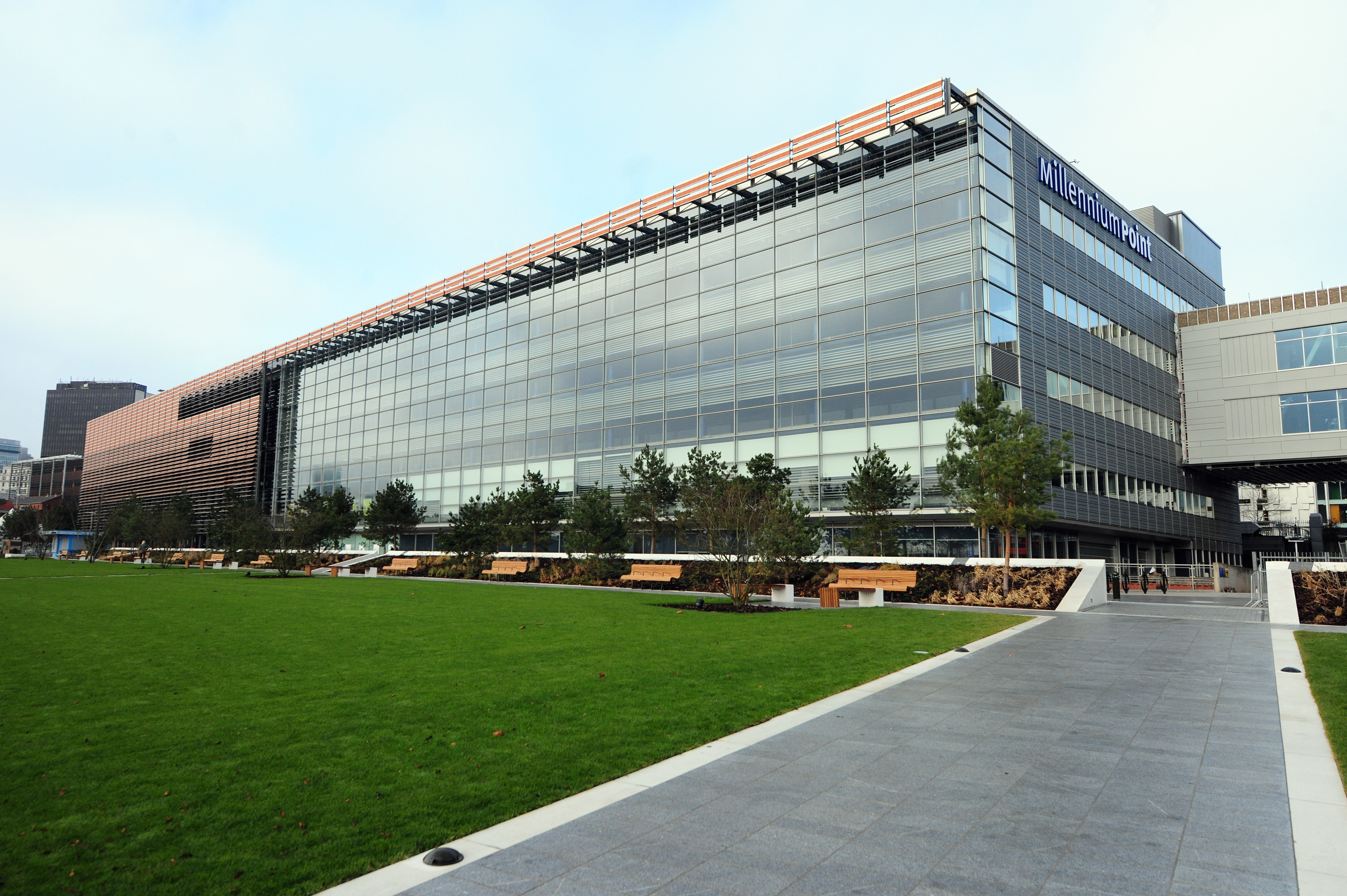
Millennium Point in Birmingham

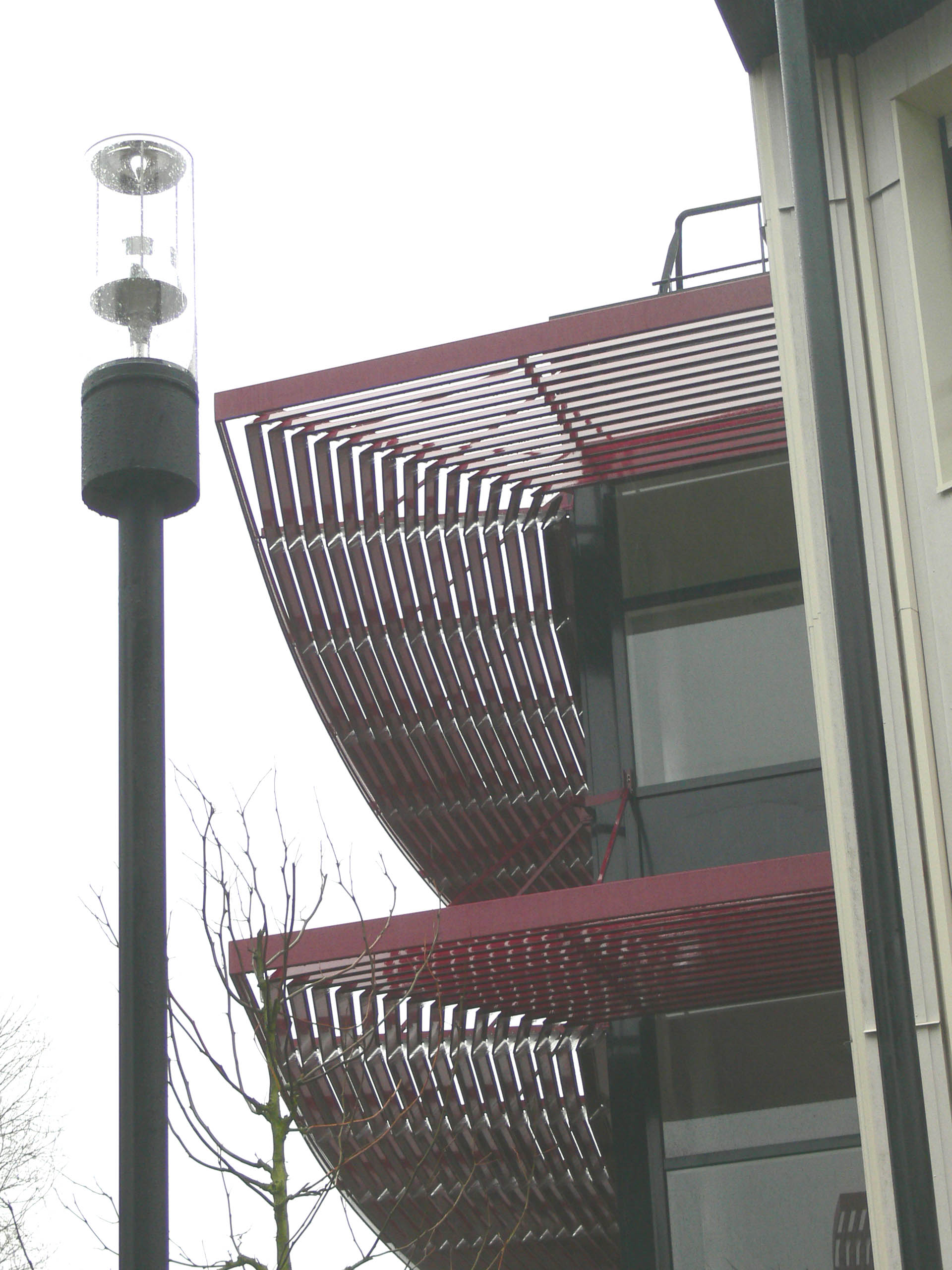
Brise Soleil an einem Altersheim in Trith-Saint-Léger

Brise soleil (auch: brise-soleil, engl. auch louver, louvre) bezeichnet eine unbewegliche horizontale Auskragung an Fassaden zum Zweck des Sonnenschutzes. Übersetzt aus dem Französischen bedeutet „briser“ so viel wie brechen oder zersplittern, „Soleil“ ist die Sonne – die deutsche Entsprechung wäre also „Sonnenbrecher“. Die Lamellen bestehen oft aus Beton, Metall oder Holz und sind oft auch drehbar (nicht bei Beton).
Auf die in südlichen Breiten hoch am Zenit stehende Sonne ausgerichtet, bewirken Brise Soleils eine Verschattung im Gebäudeinneren bei ungehindertem Ausblick. Je breiter die Auskragung bzw. je größer die Einzelelemente, desto weniger Sonne kann einfallen, gleichzeitig verringert sich ganzjährig das Tageslichtangebot.
Traditionell in Nordafrika verwendet, bestanden Brise Soleils vermutlich aus aufgeklappten Zeltbahnen.
Einer der ersten modernen Architekten, die den Brise Soleil eingesetzt haben, ist der Schweizer Architekt Le Corbusier. Er verstand darunter allerdings vertikale durchbrochene Brüstungen, wie sie z. B. im Wohntrakt des Klosters Sainte-Marie de la Tourette und in seinen Unité d’habitations zum Einsatz kamen.